# Municipio de Cleveland (condado de Marshall)
El municipio de Cleveland (en inglés: Cleveland Township) es un municipio ubicado en el condado de Marshall en el estado estadounidense de Kansas. En el año 2010 tenía una población de 77 habitantes y una densidad poblacional de 0,83 personas por km².

## Geografía
El municipio de Cleveland se encuentra ubicado en las coordenadas 39°36′32″N 96°17′33″O / 39.60889, -96.29250. Según la Oficina del Censo de los Estados Unidos, el municipio tiene una superficie total de 93.05 km², de la cual 92,22 km² corresponden a tierra firme y (0,88 %) 0,82 km² es agua.

## Demografía
Según el censo de 2010, había 77 personas residiendo en el municipio de Cleveland. La densidad de población era de 0,83 hab./km². De los 77 habitantes, el municipio de Cleveland estaba compuesto por el 100 % blancos. Del total de la población el 1,3 % eran hispanos o latinos de cualquier raza.